# Helen Thayer
Helen Thayer (Nueva Zelanda; 12 de noviembre de 1937) es una exploradora neozelandesa que se convirtió en la primera mujer en caminar sola sobre el Polo Norte magnético.

## Biografía
Helen Thayer nació en Nueva Zelanda, y cuando era niña vivió allí. Durante cuatro años se mudó a Guatemala, y después a los Estados Unidos.
A los 50 años de edad se convirtió en la primera mujer en viajar sola al Polo Norte. En su viaje, no necesitó ninguna ayuda, iba acompañada solo de su perro Charlie, un husky canadiense. El trayecto fue muy difícil.
Anduvo unas 345 millas bajo una temperatura de 50 grados bajo cero. Solo una vez siete osos polares atacaron a Helen y a su perro, y Charlie le salvó la vida.

## Conmemoraciones
Helen Thayer fue honorificada por la Casa Blanca y por la National Geographic Society. National Geographic y NPR la nombraron como "una de las grandes exploradoras del siglo 20". Fue incluida dentro del Paseo de la Fama de deportes en el Condado de Snohomish.
Recibió el Northwest Explorer's Club's Vancouver Award y el Robert Henning Award, de la Alianza geográfica de Alaska por su educación y su exploración